# Bertrand Clausel

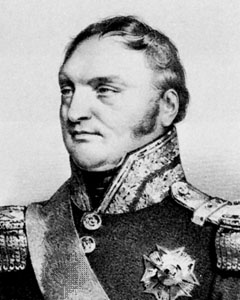
Bertrand Clausel

Bertrand, comte Clausel, auch: Clauzel (* 12. Dezember 1772 in Mirepoix, Département Ariège; † 21. April 1842 auf Château du Secourieu südlich Auterive) war ein  Marschall von Frankreich.

## Leben
Clausel trat 1791 in Kriegsdienste, machte 1794 und 1795 die Feldzüge in den Pyrenäen mit, kommandierte 1799 in Italien eine Brigade, folgte 1802 dem General Leclerc nach Santo Domingo, wurde 1804 Général de division bei der Nordarmee und zeichnete sich 1809 im Feldzug gegen Österreich, besonders aber seit 1810 in Spanien aus, wo er ein französisches Korps aus Portugal zurückführte, 1812 nach der Verwundung Marmonts in der Schlacht bei Salamanca den Oberbefehl über dessen Heer übernahm und 1813 nach der Schlacht bei Vitoria den Rückzug nach Frankreich deckte.
Ludwig XVIII. ernannte ihn zum Generalinspektor der Infanterie; doch erklärte sich Clausel bei Napoleons I. Rückkehr 1815 sofort für diesen, wurde Pair, erhielt das Kommando des Pyrenäenheers und leistete den Bourbonen den heftigsten Widerstand. Durch königliche Ordonnanz vom 24. Juli 1815 für einen Verräter erklärt, floh er nach Amerika, wo er bei Mobile eine Pflanzung anlegte und betrieb. Er wurde am 11. September 1816 in Abwesenheit zum Tode verurteilt. Dennoch durfte er 1819 nach Frankreich zurückkehren, wurde 1827 und 1830 zum Deputierten gewählt und unterzeichnete 1830 die „Adresse der 221“.
Nach der Julirevolution wurde er Gouverneur von Algerien. Er unternahm im November 1830 einen Angriff auf Medea und Blida. Das besiegte Blida ließ er plündern. Alle kämpfenden Männer ließ er erschießen. Die Oliven- und Fruchtbäume rund um die Stadt ließ er auf einer Länge von 3 km niederbrennen. Nach seinem Abzug gab es einen Aufstand gegen die zurückgelassene Garnison. Clausel kam zurück und ließ Frauen, Kinder und alte Leute töten, dann zog er ab.
Als er Constantine und Oran an tunesische Prinzen überließ, wurde er 1831 abgerufen, aber, nachdem er in der Zwischenzeit in der Deputiertenkammer liberale Grundsätze vertreten hatte, im August 1835 wieder zum Generalgouverneur von Algerien ernannt. Nach der unglücklichen Expedition gegen Constantine, wo er nach in Saint-Domingue erprobter Praxis mit abgerichteten Hunden auf Menschenjagd ging, kehrte er 1836 nach Frankreich zurück und unternahm seine Selbstverteidigung gegen abermalige Anschuldigungen teils in den „Explications du maréchal de Clausel“, teils auf der Tribüne.
In der Abgeordnetenkammer gehörte er seit 1838 zur entschiedenen Opposition. Clausel starb am 21. April 1842 auf seinem Schloss Secourieu bei Toulouse.

## Ehrungen
Sein Name ist am Triumphbogen in Paris in der 34. Spalte eingetragen.

## Schriften
Während seines Aufenthalts in Amerika gab 1816 Clausel eine Rechtfertigung seines politischen Lebens heraus. Später veröffentlichte er außerdem zwei weitere Schriften zur Rechtfertigung seiner Algerienpolitik.
- Exposé justificatif de la conduite politique de M. le Lieutenant-Général Comte Clausel. Paris 1816 (Digitalisat) – deutsch 1837 als Rechtfertigungen des Marschall Clauzel
- Observations du général Clausel sur quelques actes de son gouvernement à Alger. Paris 1830
- Nouvelles observations de M. le maréchal Clausel sur la colonisation d'Alger. Paris 1833